# Биобиблиография
Биобиблиография (греч. βíоς — жизнь, греч. γράφω — пишу и греч. βιβλίον — книга) — отражает произведения определённого лица или лиц, а также документы и биографические данные о них.

## Содержание и структура
Библиографические пособия, включающие библиографию произведений отдельного лица или лиц и литературу о них, часто сопровождаются биографическими сведениями, объём которых обусловлен масштабами личности, её творческими достижениями в развитии науки, культуры, литературы, образования. К биобиблиографии относят все публикации лица: монографии, книги, брошюры, авторские свидетельства, патенты, научные отчеты, статьи, неопубликованные документы. Может включаться даже иллюстративный материал.
По структуре биобиблиографические указатели, как правило, включают разделы:
- предисловие или вступительную статью, в которой освещаются жизненный и творческий путь человека, его вклад в развитие той или иной отрасли науки, техники, культуры;
- перечень основных дат жизни и деятельности;
- литература о жизни и деятельности лица;
- хронологический указатель печатных трудов лица;
- вспомогательные указатели (именной указатель, предметный), список сокращений и тому подобное.